# Senna uniflora
Senna uniflora är en ärtväxtart som först beskrevs av Philip Miller, och fick sitt nu gällande namn av Howard Samuel Irwin och Rupert Charles Barneby. Senna uniflora ingår i släktet sennor, och familjen ärtväxter. Inga underarter finns listade i Catalogue of Life.